# Nepenthes bellii
Espèce
Statut de conservation UICN

 LC  : Préoccupation mineure
Statut CITES
Nepenthes bellii est une espèce de plantes du genre Nepenthes de la famille des Nepenthaceae.